# Sphagnum portoricense
Sphagnum portoricense är en bladmossart som beskrevs av Georg Ernst Ludwig Hampe 1852. Sphagnum portoricense ingår i släktet vitmossor, och familjen Sphagnaceae. Inga underarter finns listade i Catalogue of Life.